# Rocky George
Rocky George (Culver City, 9 gennaio 1964) è un chitarrista statunitense.
È noto soprattutto per aver fatto parte del gruppo hardcore punk thrash Suicidal Tendencies.

## Biografia
La sua carriera da chitarrista inizia nel 1982 quando si unisce a una band punk locale, i "Pap Smear", con Jeff Hanneman e Dave Lombardo degli Slayer. Nel 1984 i Pap Smear si sciolgono, e George entra a far parte del gruppo hardcore punk Suicidal Tendencies per sostituire il dimissionario chitarrista Jon Nelson. Il suo album di debutto nel nuovo gruppo è Join the Army, del 1987. George è considerato il fautore del cambiamento dello stile musicale dei Suicidal Tendencies verso qualcosa di più thrash. È inoltre l'artefice dell'entrata nel gruppo di Robert Trujillo, suo ex compagno di scuola a Culver City. È rimasto con i Suicidal Tendencies dal 1984 fino allo scioglimento del 1995, registrando con loro sette album. Successivamente suonerà con i 40 Cycle Hum e i Cro-Mags, per poi approdare definitivamente nei Fishbone nel 2003, coi quali suona tuttora.
Dal 1990 è endorser per Ibanez.

## Discografia

### Con Suicidal Tendencies
- Join the Army (1987)
- How Will I Laugh Tomorrow When I Can't Even Smile Today (1988)
- Controlled by Hatred/Feel Like Shit...Déjà Vu (1989)
- Lights Camera Revolution (1990)
- The Art of Rebellion (1992)
- Still Cyco After All These Years (1993)
- Suicidal for Life (1994)

### Con Cro-Mags
- Revenge (2000)
- Don't Give In (2019)

### Con Fishbone
- Still Stuck In Your Throat (2006)